# Lomtjärnen (naturreservat)
Lomtjärnen är ett naturreservat i Krokoms kommun i Jämtlands län.
Området är naturskyddat sedan 2015 och är 249 hektar stort. Reservatet omfattar ett skogsområde med kuperad terräng med tio tjärnar av olika storlek. Växtligheten domineras av äldre tallar. 